# ديه براون
ديه براون هو سياسي بريطاني، ولد في 22 مارس 1952 في كيلوينينغ ‏ في المملكة المتحدة. نشط حزبياً في حزب العمال.

## مناصب
- في الانتخابات العامة في المملكة المتحدة 1997 [الإنجليزية]‏، انتخب عضو البرلمان الثاني والخمسون للمملكة المتحدة  [لغات أخرى]‏ عن دائرة كيلمارنوك ولاوداون وقد انضم خلال فترته النيابية ‏ (1 مايو 1997 – 14 مايو 2001) للكتلة البرلمانية حزب العمال.
- في الانتخابات العامة في المملكة المتحدة 2001، انتخب عضو البرلمان الثالث والخمسون للمملكة المتحدة  [لغات أخرى]‏ عن دائرة كيلمارنوك ولاوداون وقد انضم خلال فترته النيابية ‏ (7 يونيو 2001 – 11 أبريل 2005) للكتلة البرلمانية حزب العمال.
- في الانتخابات العامة في المملكة المتحدة 2005، انتخب عضو البرلمان الرابع والخمسون للمملكة المتحدة  [لغات أخرى]‏ عن دائرة كيلمارنوك ولاوداون وقد انضم خلال فترته النيابية ‏ (5 مايو 2005 – 12 أبريل 2010) للكتلة البرلمانية حزب العمال.
- انتخب عضو المجلس الخاص بالمملكة المتحدة  [لغات أخرى]‏.
- انتخب عضو مجلس اللوردات  [لغات أخرى]‏ وقد انضم خلال فترته النيابية (22 يوليو 2010 – ) للكتلة البرلمانية حزب العمال.
- انتخب وزير الدولة للهجرة [الإنجليزية]‏ (1 أبريل 2004 – 6 مايو 2005).
- انتخب السكرتير الأول للخزانة [الإنجليزية]‏ (6 مايو 2005 – 5 مايو 2006).
- انتخب وزير الدفاع [الإنجليزية]‏ (5 مايو 2006 – 3 أكتوبر 2008).
- انتخب وزير الدولة لشؤون اسكتلندا [الإنجليزية]‏ (28 يونيو 2007 – 3 أكتوبر 2008).

## وصلات خارجية
- ديه براون على موقع مونزينجر (الألمانية)
- ديه براون على موقع إن إن دي بي (الإنجليزية)